# Municipio de Oakley (Kansas)
El municipio de Oakley (en inglés: Oakley Township) es un municipio ubicado en el condado de Logan en el estado estadounidense de Kansas. En el año 2010 tenía una población de 2185 habitantes y una densidad poblacional de 7,86 personas por km².

## Geografía
El municipio de Oakley se encuentra ubicado en las coordenadas 39°1′58″N 100°53′7″O / 39.03278, -100.88528. Según la Oficina del Censo de los Estados Unidos, el municipio tiene una superficie total de 278.09 km², de la cual 278,08 km² corresponden a tierra firme y (0,01 %) 0,02 km² es agua.

## Demografía
Según el censo de 2010, había 2185 personas residiendo en el municipio de Oakley. La densidad de población era de 7,86 hab./km². De los 2185 habitantes, el municipio de Oakley estaba compuesto por el 96,52 % blancos, el 0,46 % eran afroamericanos, el 0,55 % eran amerindios, el 0,41 % eran asiáticos, el 0,64 % eran de otras razas y el 1,42 % eran de una mezcla de razas. Del total de la población el 2,61 % eran hispanos o latinos de cualquier raza.